# Jopie Fourie

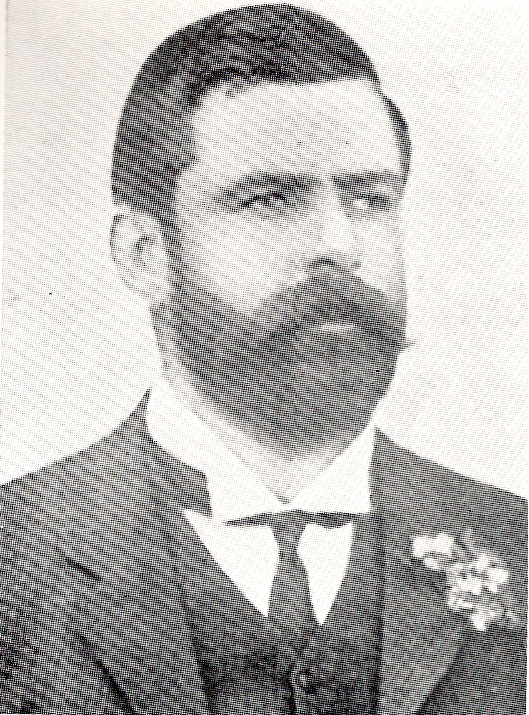
Jopie Fourie

Jopie Johannes Fourie także Joseph Johannes Fourie (ur. 1878, zm. 20 grudnia 1914) – Afrykaner służący w siłach zbrojnych ZPA, uznawany przez rodaków za bohatera narodowego.
Uczestniczył w antybrytyjskim wystąpieniu Burów z 1914. Po jego stłumieniu został rozstrzelany.